# Sloetsk
Sloetsk (Wit-Russisch: Слуцк; Russisch: Слуцк) is een stad in Wit-Rusland. Het ligt in de oblast Minsk, ten zuiden van Minsk en aan de rivier de Sloetsk, die uitkomt in de Prypjat.

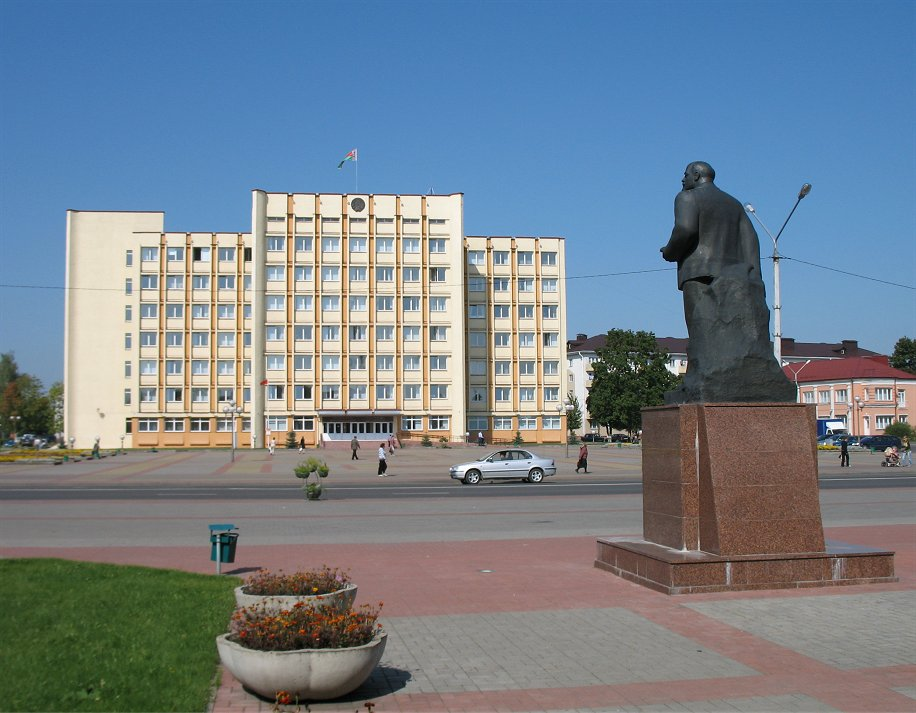
Stadhuis van Sloetsk

De stad werd het eerst genoemd in 1116. In 1920, tijdens de Pools-Russische Oorlog was er een niet succesvolle opstand (later de Sloetsk opstand genoemd) rond de stad. 
Tijdens de Tweede Wereldoorlog, in oktober 1941, werden er in Sloetsk ongeveer 4.000 Joden omgebracht door de Duitse gestapo en Litouwse bondgenoten tijdens het Sloetsk incident. 
FK Sloetsk is de lokale voetbalclub.